# 许继伟
许继伟（1964年6月—），中华人民共和国政治人物，安徽怀宁人，1985年6月加入中国共产党，第十二、十三届全国人民代表大会安徽地区代表。

## 生平
1985年7月毕业于徽州师范专科学校（现黄山学院）中文系中文专业，1986年9月至1989年7月在安徽师范大学中文系汉语言文学专业学习。历任黄山管理局办公室秘书科秘书，政治处干部科副科长、科长，政治处副主任，黄山旅游发展股份有限公司董事、人事部经理、总经理助理。1998年5月，任黄山旅游发展股份有限公司董事、副总经理（正县级）。其间于2000年10月至2002年12月在香港公开大学工商管理专业学习获工商管理硕士学位。2002年6月，任黄山市旅游局局长。2003年4月，任黄山市人民政府副秘书长。2004年3月，任黄山旅游发展股份有限公司副董事长、总裁。2009年11月，任中共黄山市委常委，黄山风景区管委会副主任。2013年6月，任黄山市政府副市长。2015年2月，任中共滁州市委副书记。2017年2月，任滁州市人民政府党组书记。2018年1月，任滁州市人民政府市长。2021年4月，任中共滁州市委书记。2024年9月，他不再担任中共滁州市委书记，转任安徽省人大常委会委员、社会建设委员会副主任委员。
2013年，被选为全国人大代表。2018年1月，当选第十三届全国人民代表大会安徽地区代表。2022年6月，当选中共二十大代表。